# Извор Широки До
Извор Широки До се налази на Фрушкој гори, поред спомен-обележја Лепињица.
Налази се на ливади, иза ограђеног простора на којем је забрањен приступ, на рубу шуме.